# Fran Povše
Fran Povše, slovenski kmetijski strokovnjak in politik, * 1. januar 1845, Kresniške Poljane, † 4. januar 1916, Ljubljana.

## Življenjepis
Povše je po  končanem 6. razredu gimnnazije v Ljubljani v letih 1864–1867 študiral na kmetijski akademiji v Magyar-Ováru na Madžarskem ter bil leta 1869 imenovan za strokovnega učitelja na novoustanovljeni deželni kmetijski šoli v Gorici, katere ravnatelj je postal leta 1871. Tu je poleg svoje šolske službe učil slovensko kmečko prebivalstvo v poljudnih predavanjih na umno kmetovanje in vinogradništvo in od leta 1882 urejal Gospodarski List, glasilo Kmetijskega društva v Gorici in poleg tega pridno objavljal članke tudi v Kmetijskih in rokodelskih novicah ter povsod priporočal sodobne metode kmetijskega gospodarstva. Na osnovi svojih predavanj na kmetijski šoli v Gorici je pri Mohorjevi družbi izdal prvo slovensko strokovno kmetijsko knjigo Umni kmetovalec v 3 zvezkih (1875–1877). Že prej (1875) je priredil (po Haberlandtu) kratki Navod k vzgoji domačih sviloprejk. Da bi pripomogel goriškim sadjarjem do boljše prodaje njihovih pridelkov, je v Gorici ustanovil trgovsko-sadjarsko društvo, ki je goriško sadje in grozdje brez posredovalnega trgovcev prodajalo na Dunaj in v druga avstrijska mesta. V letih 1875–1876 ga je kranjski deželni odbor večkrat poklicala na Kranjsko, tako tudi marca 1875, da bi z nasveti pomagal pri ustanovitvi bodoče kmetijske šole na Grmu (Novo mesto).
Sčasoma se je pričel preko goriških narodnih društev uveljavljati tudi v politiki. Tako je leta 1874 na občnem zboru Gorice utemeljeval predlog za ustanovitev slovenske dekliške šole v Gorici, postal 1876 predsednik društva Sloga in prišel leta 1877 kot poslanec slovenskih kmečkih občin v goriški deželni zbor. Leta 1879 je nastopil kot kandidat za državni zbor, a na volitvah ni uspel. Vseeno pa je tudi v naslednjih letih deloval na narodni osamosvojitvi, bil leta 1881 med soustanovitelji Slovenskega bralnega in podpornega društva v Gorici, katerega predsednik je postal leta 1882, ter sodeloval leta 1883 tudi pri ustanovitvi Goriške ljudske posojilnice. Leta 1883 je bil vnovič izvoljen v goriški deželni zbor, a je leta 1886 nenadoma odložil mandat in odstopil tudi kot vodja kmetijske šole ter se upokojil. Istega leta se je preselil v Ljubljano in se včlanil v Katoliško narodno stranko. 1889 je bil izvoljen v deželni zbor, v dunajski državni zbor pa 1891 (za okraj Kočevje-Trebnje-Radeče). Leta 1907 je v volilnem okraju Litija-Višnja Gora-Radeče premagal socialdemokratskega protikandiata Ivana Cankarja. V Državnem zboru je 1898 postal predsednik kluba Slovanska krščanska zveza. 1896–1908 je prispeval k obnovi vinogradov, postavitvi vodovodov in kapnic, regulaciji Save od Tacna do Kresnic, osuševanju Ljubljanskega barja, ustanavljanju mlekarskih, živinorejskih in vinarskih zadrug. Od 1908 je predsedoval Kranjski kmetijski družbi, ki je pod njegovim vodstvom leta 1912 dosegla razvojni vrh. 1906 je dobil naslov komercialni svetnik, 1912 pa je bil kandidat za avstrijskega kmetijskega ministra. 